# Raïssa Compaoré
Pour les articles homonymes, voir Compaoré.
Raïssa Compaoré est une journaliste et artiste chanteuse burkinabè, née en 1982 à Ouagadougou. Elle est la première femme journaliste reporter d’images du Burkina. 

## Biographie
Née au Burkina Faso, elle est la benjamine d'une fratrie de six enfants.

### Carrière
En 2015, elle intègre la chaîne Canal 3 en tant que reporter/journaliste d'images.

### Initiatives
Elle est l’initiatrice de la chaîne de lumières, une marche initiée à Ouagadougou, pour soutenir les victimes de l’attaque terroriste du Café Capuccino sur l’avenue Kwame Nkrumah qui a fait 32 morts en janvier 2016,,.